# Bosque nacional Wayne
El bosque Nacional Wayne es un bosque que se encuentra en la parte sur-oriental de los Estados Unidos, en el estado de Ohio, en la meseta de Allegheny unglaciated. Es el único bosque nacional en Ohio. Las sede forestales se encuentran entre las llanuras y Nelsonville, Ohio, Estados Unidos y presentan vistas al río Hocking.
El bosque se compone de tres unidades administrativas y de compra: Atenas, Marietta, y Ironton. Muchos de los terrenos incluidos en el bosque son antiguas minas de carbón de tierra, y gran parte de esta tierra es propiedad del gobierno federal.

## Historia
La tierra en la que existe y crece el bosque fue asignada a los Estados Unidos por la Confederación del Noroeste en 1795 como parte del Tratado de Greenville; se encuentra en el estado de Ohio, que recibió su nombre de una palabra indígena que se traduce como «Buen Río».
A finales del siglo XVIII y principios del XIX, las tierras boscosas fueron taladas para uso agrícola y maderero, pero años de malas prácticas agrícolas y madereras provocaron una grave erosión y composición del suelo. El bosque Nacional Wayne se creó como parte de un programa de reforestación. Fue declarado Bosque Nacional público en diciembre de 1992.
En 2022, aproximadamente 530 hectáreas (1300 acres) de bosque fueron quemadas por incendios provocados deliberadamente por un exadministrador del departamento de bomberos y un expolicía. En 2025, el responsable fue condenado a 18 meses de prisión y al pago de 368 000 dólares por concepto de restitución.